# 王守臣
王守臣（1953年8月—），男，辽宁彰武人，中华人民共和国政治人物。吉林农业大学毕业，研究生学历。

## 生平
1973年7月加入中国共产党。历任中共吉林省委农村工作部副处长、处长，德惠县委副书记，省委农工办副主任，辽源市委常委、秘书长、副书记，省委农工委主任、农村工作领导小组办公室主任、省委副秘书长，省农业委员会主任、省政府副秘书长等职。2008年1月13日当选吉林省人民政府副省长。